# Gare de Cambrai-Annexe
Gare de Cambrai-Annexe vasútállomás Franciaországban, Cambrai településen.

## Vasútvonalak
Az állomást az alábbi vasútvonalak érintik:
- Busigny-Somain-vasútvonal

## Kapcsolódó állomások
A vasútállomáshoz az alábbi állomások vannak a legközelebb: